# Curtis (Spanyolország)
Curtis egy község Spanyolországban, A Coruña tartományban. Curtis Sobrado, Galicia, Vilasantar, Mesía, Oza-Cesuras, Aranga és Guitiriz községekkel határos. Lakosainak száma 4181 fő (2024).

## Népesség
A település népessége az utóbbi években az alábbiak szerint változott:
| Lakosok száma | 4432 | 4421 | 4287 | 4246 | 4214 | 4048 | 3980 | 3983 | 4081 | 4181 |
|               | 2001 | 2004 | 2006 | 2009 | 2011 | 2014 | 2016 | 2019 | 2021 | 2024 |

## Híres személyek
- Lucas Vázquez labdarúgó